# Toweren Antara
Toweren Antara is een bestuurslaag in het regentschap Aceh Tengah van de provincie Atjeh, Indonesië. Toweren Antara telt 471 inwoners (volkstelling 2010).